# 内鲍尔德·哲尔吉
内鲍尔德·哲尔吉（匈牙利語：Nébald György，1956年3月9日—），匈牙利男子击剑运动员。他曾参加1980年、1988年和1992年三届夏季奥运会，分别收获一枚铜牌、一枚金牌和一枚银牌，均来自于男子佩剑团体项目。